# Actias artemis
Actias artemis (japonès 大水青蛾) és una espècie de lepidòpter ditrisi de la família dels satúrnids (Saturniidae) pròpia del Japó, Corea, Xina, Índia i Malàisia. Té una gran semblança amb l'Actias luna.

## Imatges del seu cicle vital

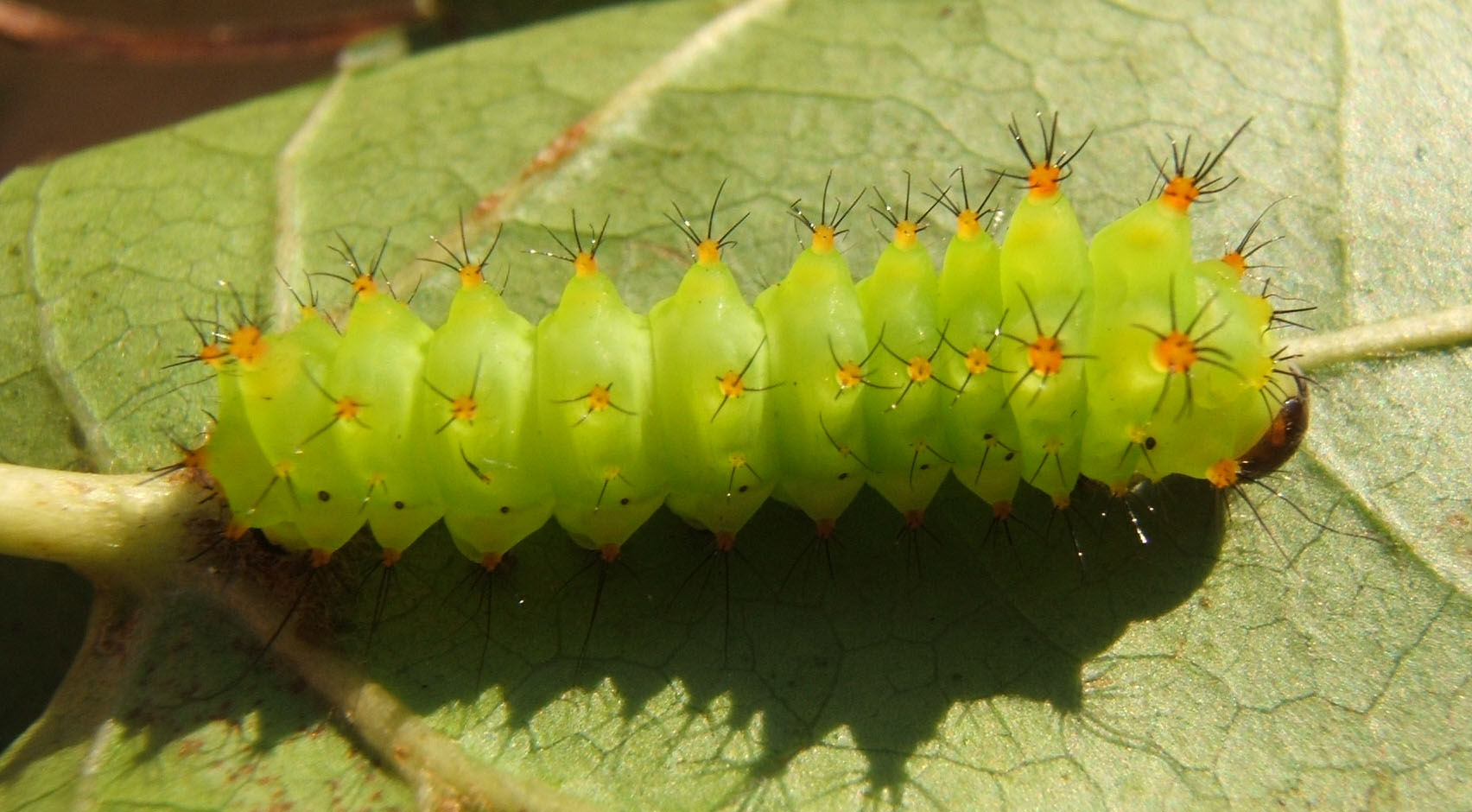
2nd instar larva reared on American Sweetgum
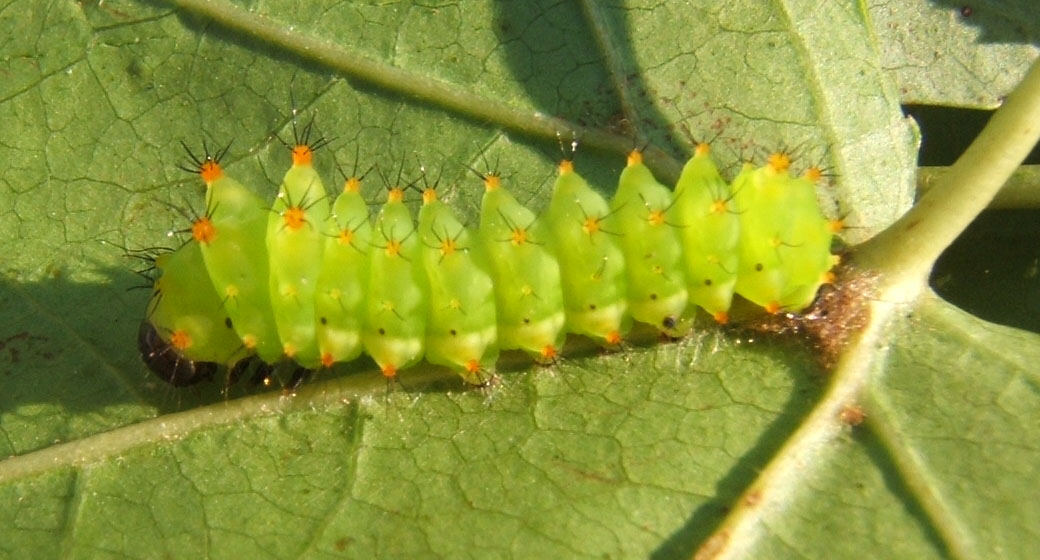
2nd instar larva
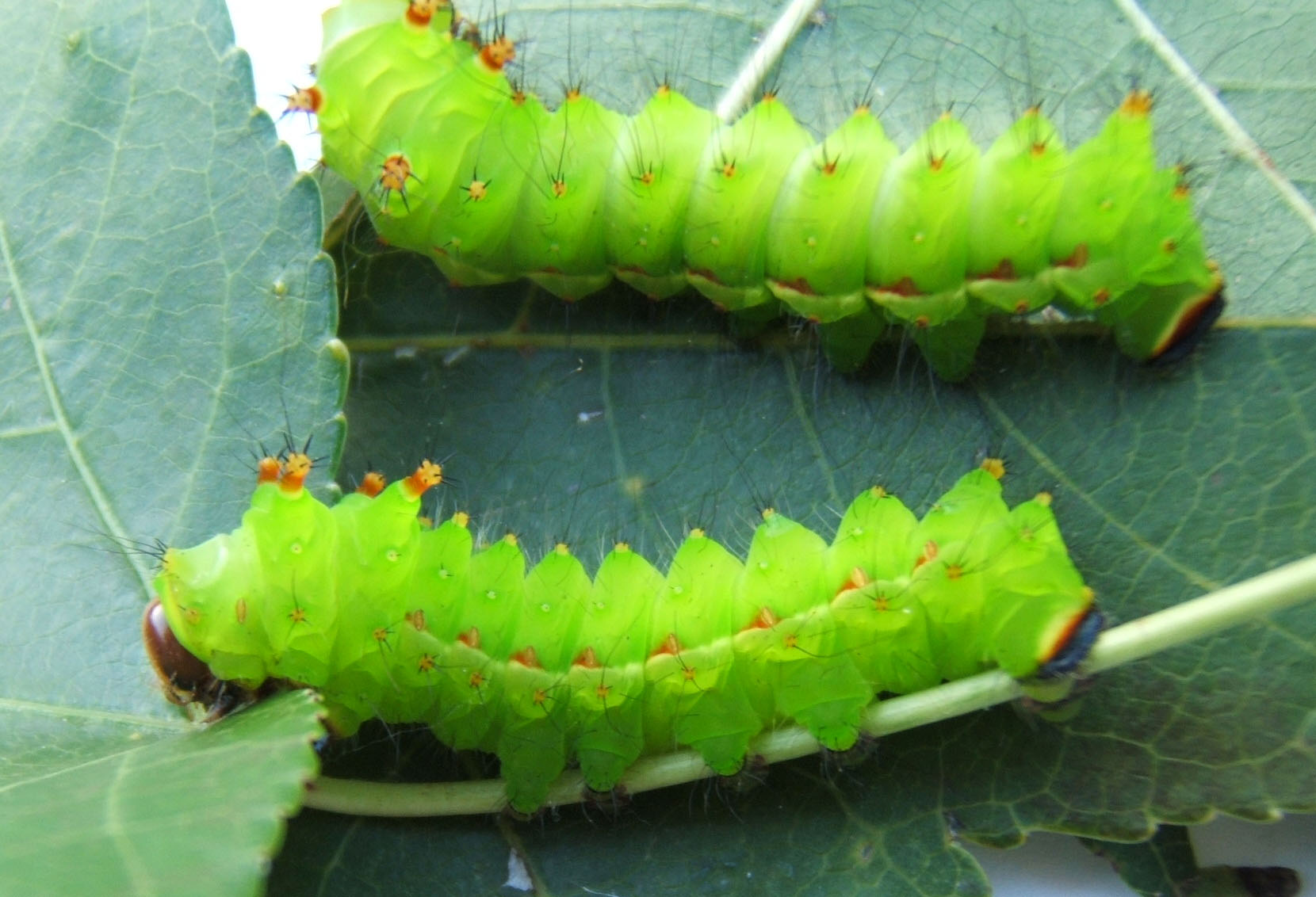
4th instar larvae
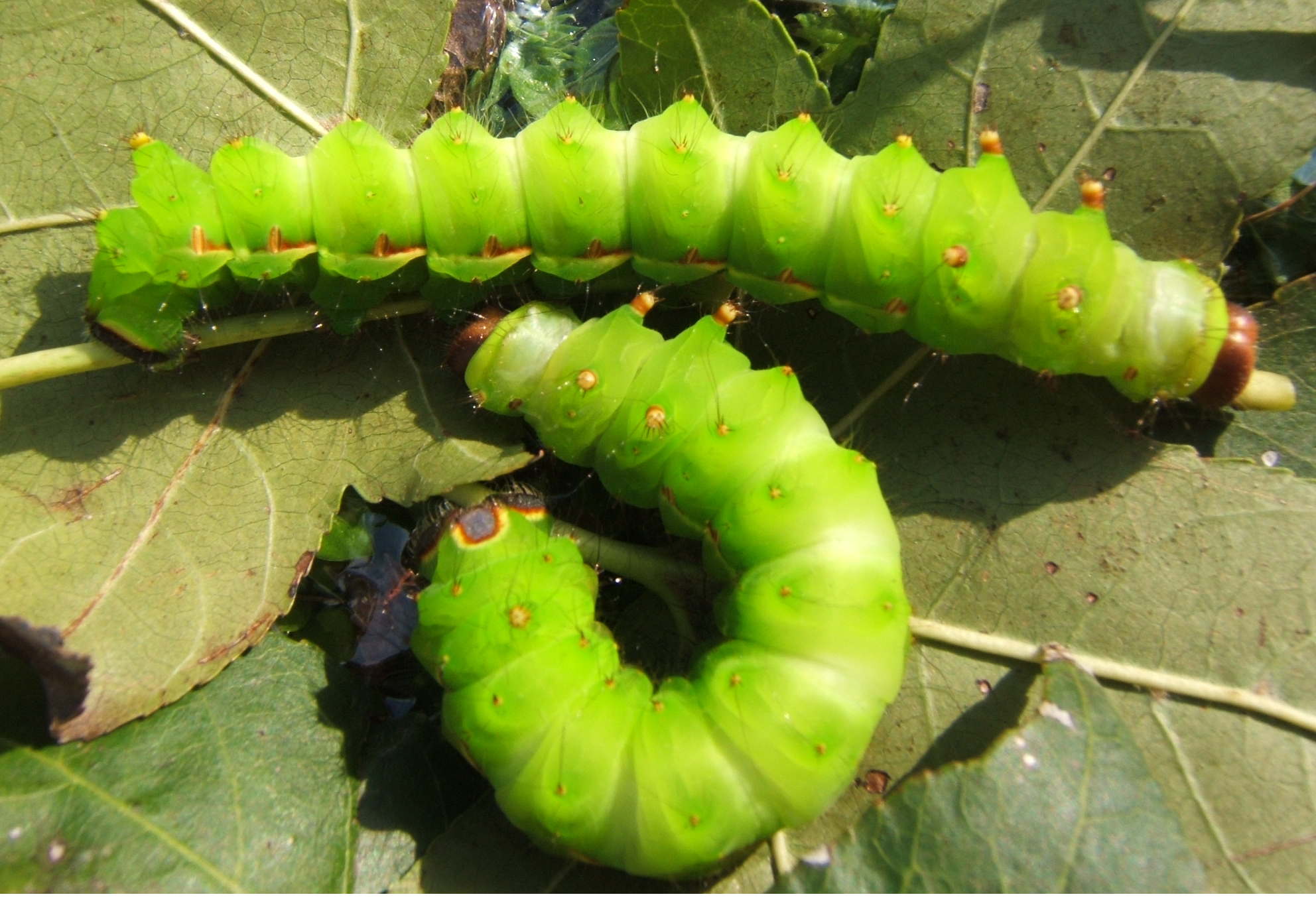
5th instar larvae
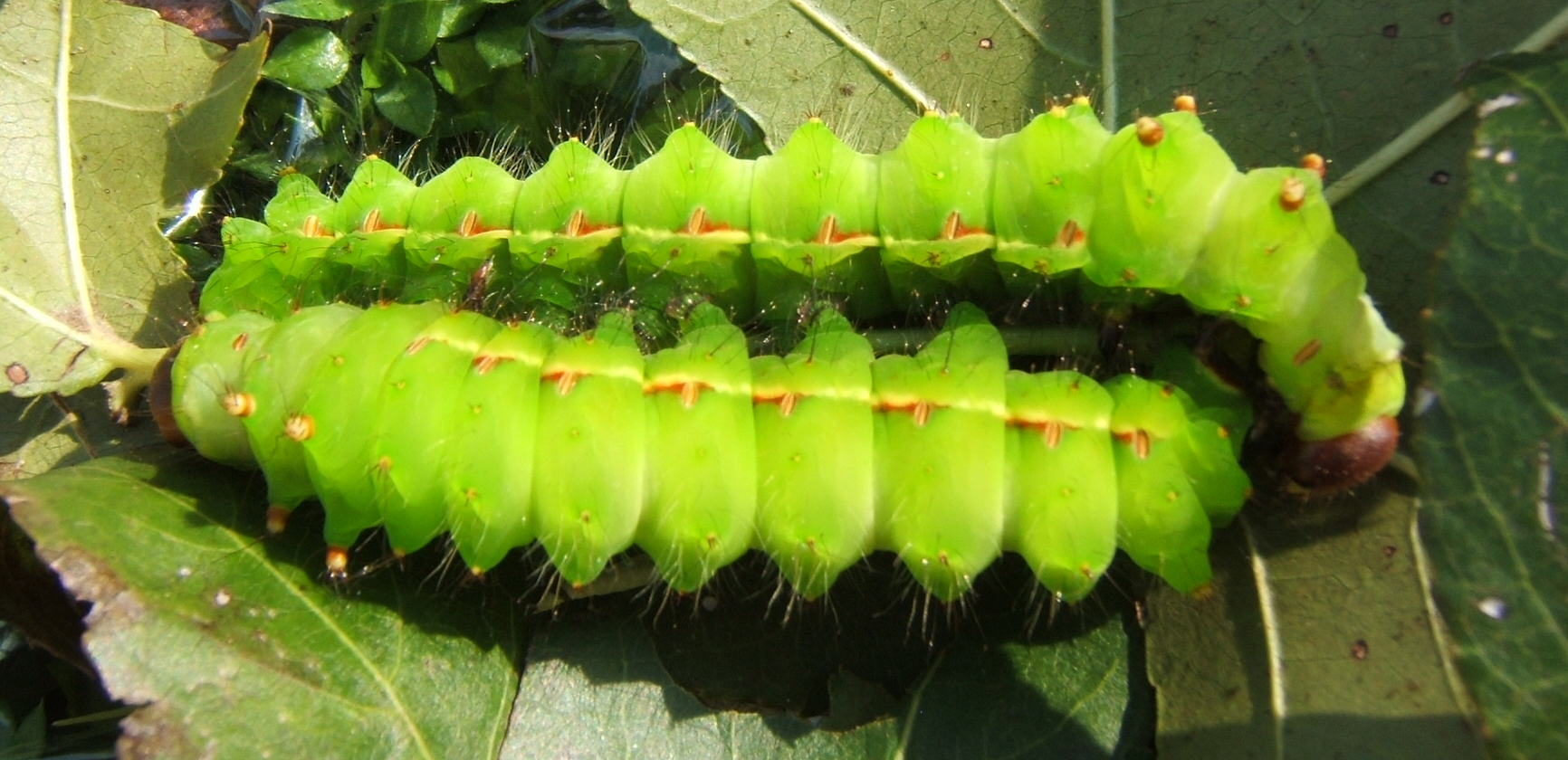
5th instar larvae
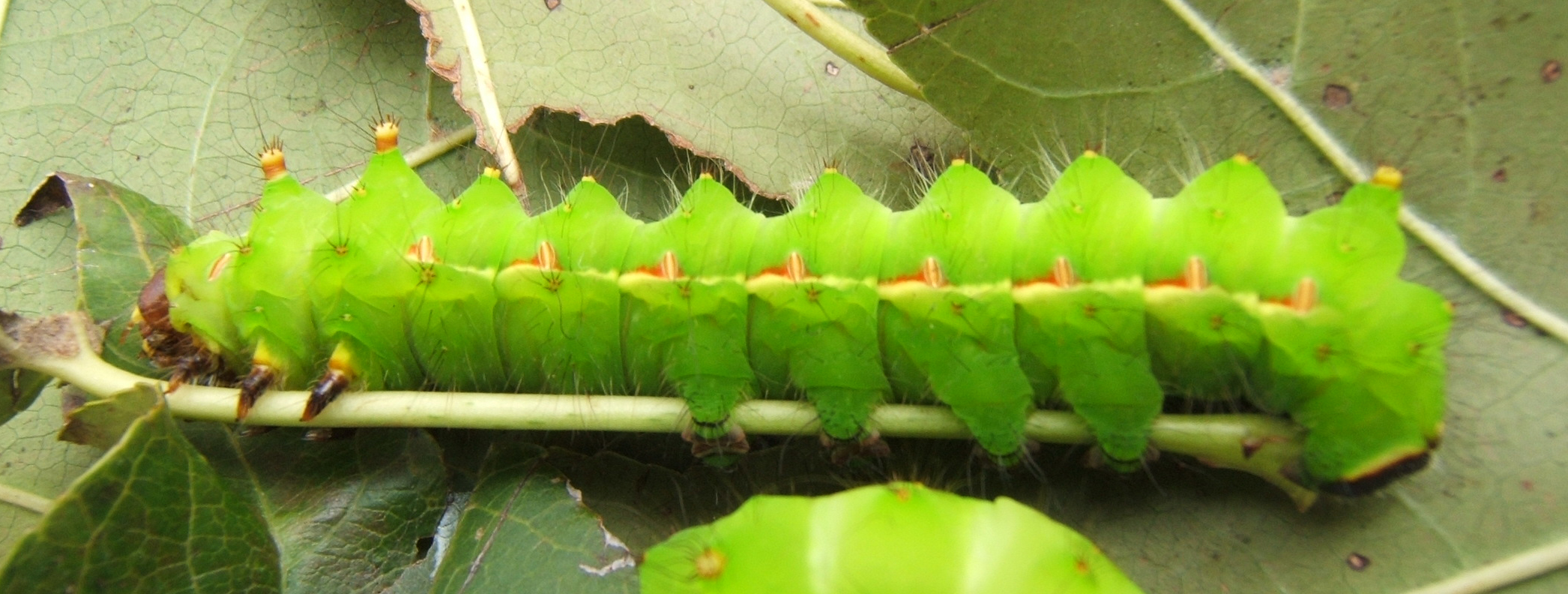
5th instar larva
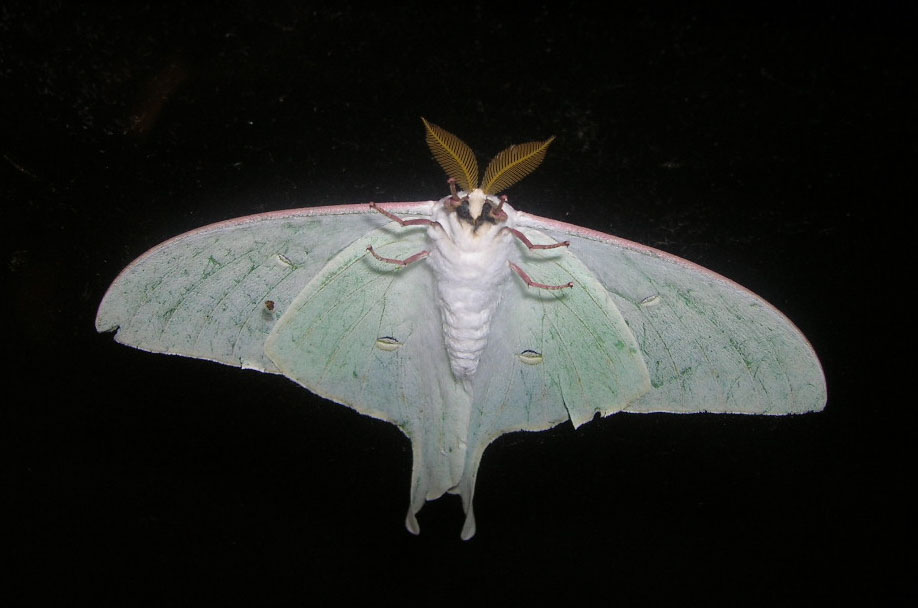
Adult male